# Cheval effrayé par l'orage (Géricault)
Pour les articles homonymes, voir Cheval effrayé par l'orage.
Cheval effrayé par l'orage est une peinture à l'huile sur toile du peintre français Théodore Géricault, créée en 1820 et 1821, et conservée à la National Gallery de Londres. Elle représente un cheval anxieux de robe isabelle, vu de profil sous un ciel orageux. Elle est considérée comme l'une des plus belles peintures de chevaux de son époque. 

## Réalisation
Cette œuvre fait sûrement partie d'une série d'études des chevaux des écuries impériales de Versailles.

## Description
Le tableau représente un cheval vu de profil, la tête tournée vers la droite, sur un fond de ciel orageux.
D'après Richard Dorment, ce tableau symbolise les débuts des représentations d'émotions humaines chez les animaux, le portrait du cheval laissant transparaître la tension corporelle et l'anxiété, notamment au niveau de la bouche et du front.

## Réception critique
Germain Bazin considère cette toile comme la plus belle que Géricault ait peinte pendant son séjour en Angleterre. Candida Geddes et Elwyn Hartley Edwards considèrent cette peinture comme l'une des plus exceptionnelles représentations de chevaux qui soient.
Ce tableau a probablement inspiré le Cheval effrayé par l'orage d'Eugène Delacroix,.

## Parcours du tableau
Le titre en anglais est A Horse frightened by Lightning ; cette œuvre est conservée à la National Gallery de Londres. Bruno Chenique traduit le titre de ce tableau en « Cheval effrayé par la foudre ».